# 102/35 Mod. 1914
Il 102/35 Mod. 1914 era un cannone navale e contraereo italiano, impiegato dalla prima alla seconda guerra mondiale, imbarcato sia su autocannone che su treno corazzato.

## Storia

### Prima guerra mondiale

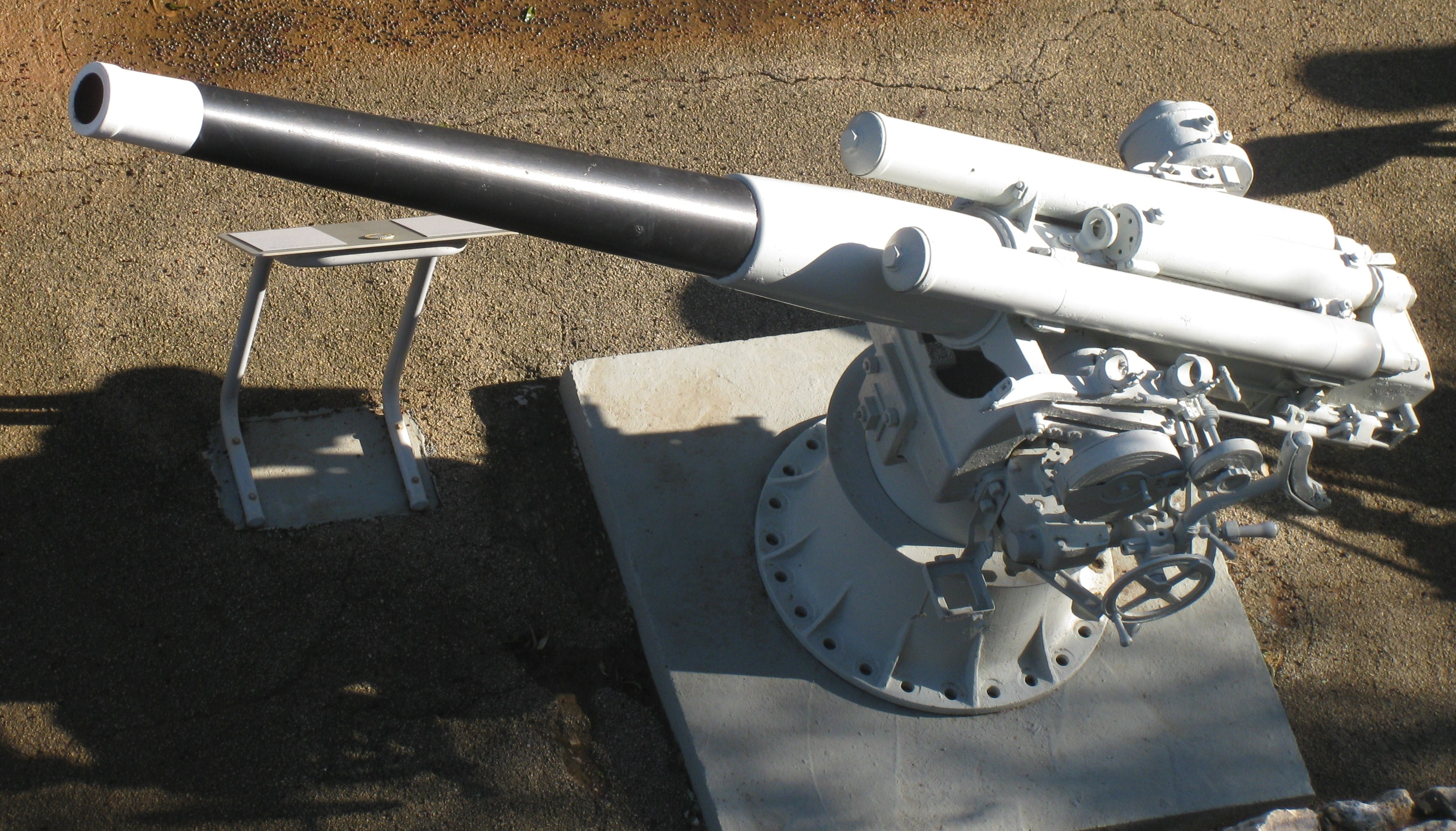
Esemplare esposto al Clandestine Immigration and Naval Museum (Haifa): si notano freni di sparo e recuperatore, collocati al di sopra della canna

Il 102/35 Mod. 1914 fu sviluppato dalla Ansaldo ispirandosi al cannone britannico QF 4 in Mk. V. Realizzato in tre diversi impianti navali, il cannone equipaggiò i cacciatorpediniere della Regia Marina prodotti durante ed immediatamente dopo la prima guerra mondiale, oltre che alcuni sommergibili.
In particolare il cannone armava i cacciatorpediniere classe Mirabello, Rosolino Pilo Sirtori, Insidioso e Audace, l'avviso Diana, la nave appoggio idrovolanti Giuseppe Miraglia e le classi di sommergibili Mameli, Vettor Pisani, Bragadin, Squalo, Bandiera, Argonauta, Settembrini. Rimase nelle dotazioni di tre esemplari di quest'ultima classe che furono venduti all'Armada de la República Argentina, la quale li tenne in servizio sino al 1960.
Fu impiegato anche dal Regio Esercito per equipaggiare gli autocannoni da 102/35 su SPA 9000, realizzati in 72 esemplari per 18 batterie.
Già durante la Grande Guerra venne affiancato come artiglieria imbarcata dal più prestante 102/45 Mod. 1917 e poi, tra le due guerre, entrambi vennero sostituiti sulle navi di nuova produzione dai cannoni antinave dal 120/45. Il 102/35 rimase invece in servizio, oltre che sulle suddette classi di torpediniere e sommergibili, come artiglieria contraerea.

### Seconda guerra mondiale
All'entrata dell'Italia nella seconda guerra mondiale nel 1940, erano in servizio 110 cannoni da 102 mm, che armavano le batterie di artiglieria contraerea da posizione del Regio Esercito, della Milizia per la difesa antiaerea territoriale, della Milizia marittima di artiglieria e della Guardia alla frontiera.
Nel 1940 venne mobilitato, tra i treni armati della Regia Marina, il T.A. 102/1/T, con due carri ferroviari tipo Poz armati ognuno di tre cannoni da 102 mm.
Nel 1941 lo stabilimento Fiat di Tripoli allestì per la Regia Marina sette autocannoni 102/35 su Fiat 634N, installando altrettanti i cannoni 102/35 Schneider-Ansaldo prelevati dalle difese di Bengasi sui telai di autocarri Fiat 634N. Con questi mezzi furono costituite due batterie mobili, la 1ª e la 6ª, servite da personale della Milizia marittima, integrate con alcuni vecchi cannoni navali da 76/30 installati sempre sul 634N. La 1ª Batteria e una sezione della 6ª vennero aggregate alla 132ª Divisione corazzata "Ariete", mentre la sezione B della 6ª fu aggregata alla 102ª Divisione motorizzata "Trento".

## Tecnica

### Bocca da fuoco
- granata mod. Ansaldo (13,350 kg) caricata ad alto esplosivo
- shrapnel-granata mod. Pancani (14.650 kg) (sviluppato nel 1917)
- granata inerte (per esercitazione)

La canna era lunga 3 733 mm e di calibro 101,6 mm. L'otturatore era a cuneo orizzontale con azionamento semiautomatico e impiegava cartocci granata con bossolo metallico, quindi si poteva avere una cadenza teorica di 20 colpi al minuto; tuttavia, per limitare il surriscaldamento della canna, la cadenza di tiro in caso di fuoco prolungato era limitata a un colpo ogni 4 minuti.
La bocca da fuoco era incavalcata su una culla a manicotto, con due cilindri del freno di sparo idraulico posizionati superiormente ed i tre cilindri dei recuperatori inferiormente.
Il piedistallo dell'affusto aveva forma tronco-conica ed era in acciaio fuso, con manovre manuali. L'elevazione, compresa tra -5° e +45°, su un tipo di impianto venne portata a 80°. Il brandeggio era su 360°.
Sugli autocannoni i serventi erano protetti da uno scudo in tre sezioni, del peso di 300 kg, con la sezione centrale curva, che copriva la parte della culatta del pezzo. Lo scudo aveva una finestra di puntamento sul lato sinistro, in corrispondenza dei congegni di elevazione e di brandeggio. Dopo le prime esperienze di impiego bellico l'elevazione massima fu portata 34°.

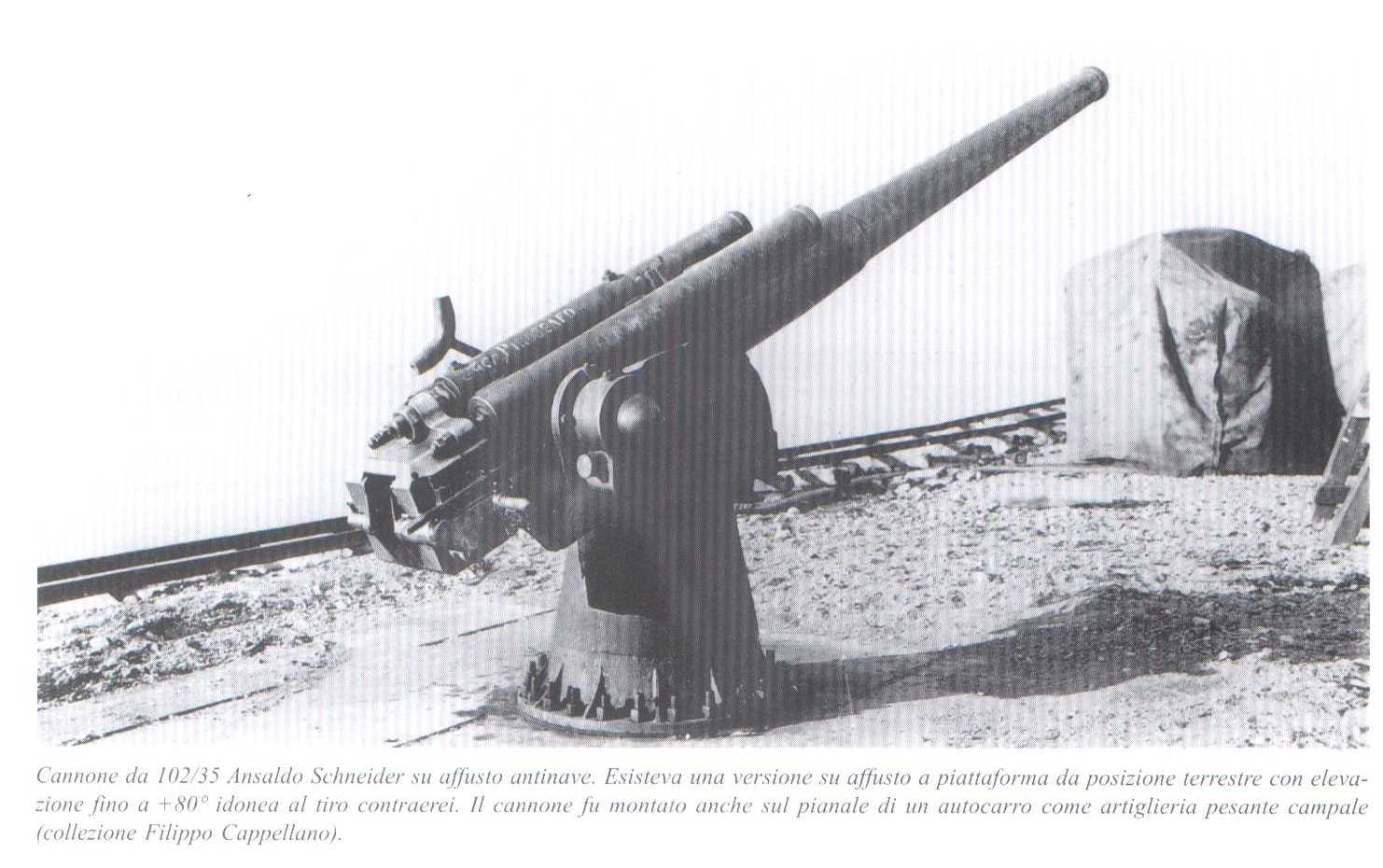
Affusto Schneider-Ansaldo Mod. 1914

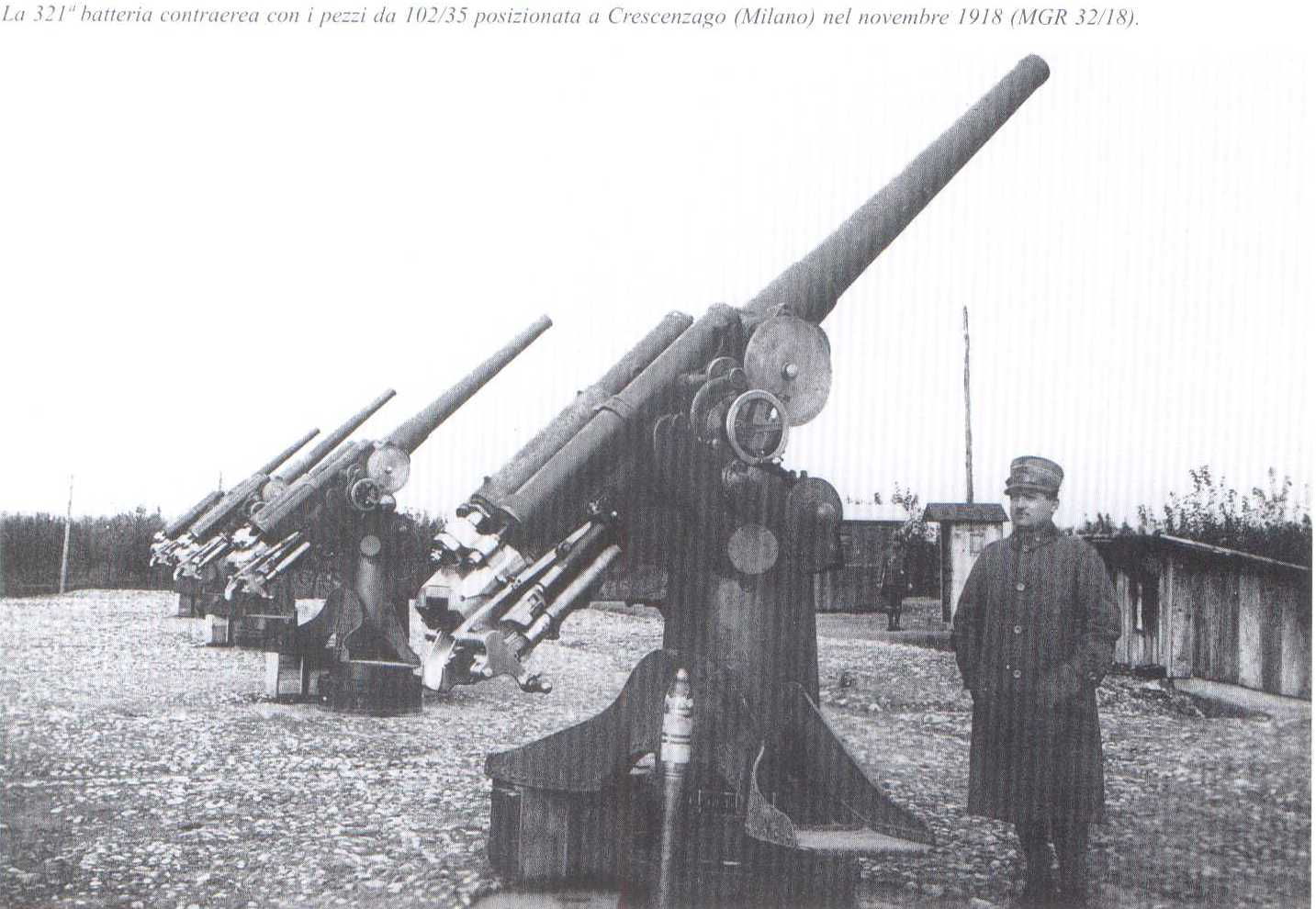
Affusto Shneider-Ansaldo-Vickers Mod. 1914-1915

### Impianti
- Schneider Mod. 1914: affusto singolo a piedistallo, con manovra a sinistra dell'otturatore semi-automatico;[1]
- Schneider-Ansaldo Mod. 1914: affusto singolo a piedistallo, con manovra a destra dell'otturatore semi-automatico; equipaggiava il sommergibile "Santarosa";[2]
- Schneider-Ansaldo-Vickers Mod.1914-1915: affusto a perno centrale, con elevazione aumentata a 80°;[3]
- Vickers-Terni Mod. 1925: affusto a piattaforma utilizzato durante la seconda guerra mondiale in funzione antiaerea; utilizzato sugli autocannoni 102/35 su Fiat 634N, sul Treno Armato 102/1/T e sull'avviso "Diana".[4].
- OTO Mod. 1933: affusto a piattaforma utilizzato nei primi due prototipi di autocannone 102/35 su Fiat 634N.